# Emil Franke (Politiker, März 1880)

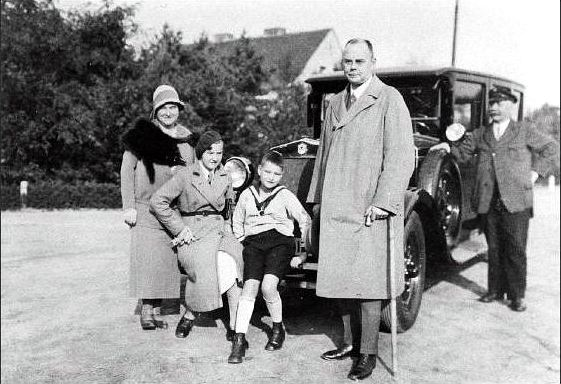
Bezirksbürgermeister Dr. jur. Emil Franke mit Ehefrau Charlotte und den Kindern Waltraud und Eberhard, Auto und Chauffeur 1927

Emil Franke (* 2. März 1880 in Oranienburg; † 28. April 1945 in Königs Wusterhausen) war ein deutscher Landespolitiker der DNVP. Er war von 1924 bis 1936 Bezirksbürgermeister von Berlin-Wilmersdorf.

## Leben
Emil Franke wurde 1880 als Sohn eines Gastwirts in Oranienburg geboren. 1883 zog die Familie nach Berlin um. Nach seinem Besuch des Friedrich-Wilhelms-Gymnasium in Berlin studierte Franke Rechts- und Staatswissenschaften an den Universitäten Marburg, München und Berlin und schlug danach eine juristische Karriere ein. Er legte 1904 seine erste juristische Staatsprüfung am Kammergericht Berlin ab und wurde von der Universität Leipzig zum Dr. jur. promoviert. 1909 folgte die große juristische Staatsprüfung und danach war Franke Zivilprozess- und Grundbuchrichter bei den Amtsgerichten Köpenick und Charlottenburg. 1910 heiratete er Charlotte Prasse, die Tochter des Inhabers der Patzenhofer-Brauerei. Er nahm am Ersten Weltkrieg als Rittmeister der Reserve teil und wurde mit dem Eisernen Kreuz I. Klasse ausgezeichnet.

## Bezirksbürgermeister von Berlin-Wilmersdorf
Im Oktober 1910 kam er in die städtische Verwaltung der damals selbstständigen Stadt Deutsch-Wilmersdorf, wo er im Juni 1911 zum juristischen Hilfsarbeiter bestellt wurde. Am 1. April 1913 wurde er Magistratsassessor und am 1. Oktober 1919 als Magistratsrat angestellt. Im Februar 1920 wählte ihn die Stadtverordnetenversammlung zum besoldeten Stadtrat. Kurz nachdem die Kommunalwahlen 1920 für ungültig erklärt worden waren, trat er im April 1921 in die DNVP ein und wurde im März 1921 zum ersten Stellvertreter des Bezirksbürgermeisters Karl Augustin des neu gegründeten Bezirks Wilmersdorf ernannt.
Als dieser von den Charlottenburger Bezirksverordneten zum Bezirksbürgermeister von Charlottenburg gewählt worden war, wurde Franke am 3. September 1924 Bezirksbürgermeister von Wilmersdorf. Für eine Sitzungsperiode war er stellvertretender Vorsitzender des Deutschen Städtetags, er gehörte unter anderem dem Aufsichtsrat der städtischen Gas- und Elektrizitätswerke an. Außerdem fungierte er bei der Städtischen Oper Charlottenburg als Berater.
In Seine Amtszeit fallen Ereignisse wie die Eröffnung der Wilmersdorfer Moschee in der Brienner Straße (1928), Einweihung der Kreuzkirche (1929), Einweihung des Sankt-Gertrauden-Krankenhauses (1930), Einweihung des Martin-Luther-Krankenhauses (1931), Errichtung der Künstlerkolonie Berlin (1927–1931), Schließung des Lunaparks (1934), Einweihung der Kirche am Hohenzollernplatz (1934) und schließlich die Olympischen Spiele 1936. Ganz besonders lag ihm die Entwicklung des Strandbads Wannsee am Herzen, das nach seiner Idee zu einer großzügigen Anlage für tausende von Menschen ausgebaut wurde. Bis zur Gebietsreform 1938 gehörten große Teile des Grunewalds mit dem Wannsee zum Bezirk Wilmersdorf.
Als bewährter nationaler Beamter behielt er sein Amt als einer der wenigen Bezirksbürgermeister auch nach dem Machtantritt der Nationalsozialisten bis zum Ablauf seiner Amtszeit Ende 1936, da er im Wesentlichen in ihrem Sinne agierte. Der nationalsozialistischen Idee wollte Franke sich jedoch nicht anschließen, er trat nicht der NSDAP bei. Die Signalwirkung, die er damit vor allem auf die deutschnationalen Beschäftigten des Bezirksamtes ausübte, ist nicht zu unterschätzen. Um Franke zu kontrollieren, wurde ihm der NS-Stadtrat Humbert zur Seite gestellt, der alle Personalsachen gegenzeichnete. Bereits im März 1933 entließ Franke die unbesoldeten SPD-Stadträte Emmel und Oppel sowie die jüdischen Fürsorgerinnen Blumenthal und Landsberg.
Am Ende 1934 betrieb das Kommunalpolitische Amt der NSDAP Frankes Entmachtung. Als Anfang 1936 der "alte Kämpfer"
Hermann Petzke sein Stellvertreter wurde, war Franke bis zum Ablauf seiner Amtsperiode im September 1936 kaltgestellt.

## Leben nach der Politik
Nach seiner Versetzung in den Ruhestand drängte Franke auf Weiterbeschäftigung im Staatsdienst und fand im Dezember 1936 eine Stelle als erster Kreissyndikus im Landkreis Teltow.
Franke wohnte um 1909 Augustastraße 67 (heute Blissestraße), 1920 bis 1933 Düsseldorfer Straße 46 und ab 1933 Meierottostraße 13. Als seine Dienstvilla in der Meierottostraße 13 am 13. November 1943 durch Bomben zerstört wurde, bezog er in Königs Wusterhausen eine Notwohnung im dortigen Krankenhaus.
Als Königs Wusterhausen von sowjetischen Truppen erobert wurde beging er dort gemeinsam mit anderen Personen am 28. April 1945 Selbstmord. Er ist auf dem Friedhof Wilmersdorf bestattet.